# ミッキーの陽気な囚人
『ミッキーの陽気な囚人』（ミッキーのようきなしゅうじん、原題：The Chain Gang）は、ウォルト・ディズニー・プロダクション（現：ウォルト・ディズニー・カンパニー）が制作したアニメーション短編映画作品。公開は1930年9月5日。
ミッキーマウスの短編映画シリーズの一作品。本作に登場する警察犬のキャラクターがのちにミッキーのペットとなるプルートの原型であり、本作はプルートのデビュー作として扱われている。

## あらすじ
刑務所の中を看守の先導で何人もの囚人たちが歩かされている。囚人たちは足に鉄球の足枷をつけられ、皆生気を失った顔をしていた。そんな中、列の最後尾を行く囚人ミッキーはそんな陰鬱な空気などお構いなしに一人陽気に鼻歌を歌っていた。看守に叱られ歌をやめさせられるも、ミッキーにまったく悪びれる様子はない。
土木作業の現場に着いた囚人たちは看守の号令で作業を開始する。最初は真面目に仕事をしていた囚人たちだが、見張りの看守が居眠りを始めたのをいいことに不真面目なミッキーはまたも歌を歌い始め、それにつられて他の囚人たちも作業をさぼって愉快に騒ぎ始める。そのうち、囚人の一人が見張りの看守を起こしてしまうと、びっくりした看守は囚人による暴動と勘違いし、大きな声で叫んで助けを求め、たちまち刑務所の中は看守たちによる銃撃が飛び交う修羅場となる。
囚人たちが銃撃から逃げ惑う中、ミッキーは混乱に乗じて刑務所から脱走を試みるが、看守の一人に見つかり警察犬に追われることになる。道端にあった馬に乗りさらに逃走を試みるミッキーだったが、道の突き当たりで馬に振り落とされ崖から転落。落ちた先はまたもや刑務所の監房の中。囚人ミッキーの脱走は失敗に終わった。

## スタッフ
- 製作：ウォルト・ディズニー
- 監督：バート・ジレット
- 作画：ノーム・ファーガソン、デイヴィッド・ハンド、レス・クラーク、ベン・シャープスティーン、ジャック・カッティング、ジャック・キング、ディック・ランディー、トム・パーマー、ジョニー・キャノン、ウィルフレッド・ジャクソン、チャーリー・バーン

## 登場キャラクター
- ミッキーマウス（声：ウォルト・ディズニー）
- 囚人たち
- 看守たち（ピート）（声：不明）
- 警察犬たち（声：ピント・コルヴィグ）

## 日本での公開

### 収録
- 『ミッキーマウス／B&Wエピソード Vol.1 限定保存版』（DVD、ウォルト ディズニー スタジオ ホーム エンターテイメント）
- 『プルート DVD BOX』（DVD、宝島社）